# Podkościele (Pysznica)
Podkościele – część wsi Pysznica w Polsce położona w województwie podkarpackim, w powiecie stalowowolskim, w gminie Pysznica.
W latach 1975–1998 Podkościele administracyjnie należało do województwa tarnobrzeskiego.